# Prapovijesna umjetnost
Prapovijesna umjetnost je općeniti naziv za svu likovnu umjetnost koja je nastala prije pojave prvih pisanih tekstova i civilizacija, tj. umjetnička djela prapovijesnih arheoloških kultura. Ona traje od pojave prvih umjetničkih djela do pojave umjetnosti starih civilizacija, što se događa u različito povijesno doba u različitim dijelovima svijeta
Iz tog razdoblja pronalaze se uglavnom ukrašeni upotrebni predmeti, ali i različite figure u oblicima čovjeka i životinja, što daje naslutiti da su imali ritualnu i magijsku namjenu tijekom rituala, pogreba i lova. Donedavno, za najstarije umjetničko djelo na svijetu se smatrao komad nakita, male bušene školjke stare oko 75.000 godina, a koje su otkrivene u južnoafričkoj špilji Blombos. Međutim, novije otkriće istih takvih školjki u marokanskoj špilji starih oko 82.000 godina, pomjera granice za nekih 7.000 godina, a otkriće ureza na školjkama s otoka Jave pomjera pojavu „umjetnosti” do prije 300.000 godina, prije nego što se Homo sapiens uopće razvio. No, umjetnička namjera ovih djela je upitna, dok se oko 40.000 pr. Kr. neupitno javlja kao takva u odvojenim dijelovima Europe, Afrike, Azije i Australije.
Prapovijesna umjetnost dijeli se na umjetnost starijeg (paleolitička umjetnost) i mlađeg kamenog doba (neolitička umjetnost), te umjetnost metalnog doba.

## Paleolitička umjetnost
Paleolitička umjetnost, poznata i kao „Umjetnost ledenog doba”, je umjetnost od prije otprilike 32.000 do 11.000 godina pr. Kr., tijekom starijeg kamenog doba, paleolitika (grčki: palaios - star, lithos - kamen). To je bilo razdoblje „paleolitičke revolucije” kada je pojava umjetnosti pomogla u oblikovanju modernog čovjeka
Može se podijeliti na dvije glavne kategorije: nosive komade (male figurice i dekorirane predmete) i spiljsko slikarstvo. Spiljsku umjetnost uglavnom nalazimo na području Španjolske (Altamira) i Francuske (Lascaux), a sastoji se od slika, crteža i gravura (petroglif) na zidovima spilja. Crteži su jakih okvirnih linija (kao meta), a ispunjeni su drugom bojom od pozadine. Čovjek ponekad iskorištava i formu zida, tj. udubljenje i ispupčenja zida za likovno oblikovanje životinja. Životinje su nabacane bez ikakvog reda, nema odnosa između figura, ponekad su čak oslikane jedna preko druge.
Nosiva umjetnost su rezbarije od kostiju, rogova, kamena ili modeli u glini. Mnogo je takvih ostataka nađeno u Europi, a isto tako i u sjevernoj Americi i Sibiru. Ljudski prikazi su rjeđi u spiljskom slikarstvu, a češći na nosivim predmetima. Mali ljudski kipići, poznati kao figure Venere, s uvećanim grudima i trbušnim dijelom su nađeni uglavnom u centralnoj Europi. Venere se svode na magijske prikaze žena koje su trebale da pobude plodnost. Rađene su od kamena nađenog u prirodi, naglašenih bokova i grudi, a zanemarivane su glava i noge. Takozvana Venera iz Hohle Felsa je najstariji pronađeni primjer, a Venera iz Willendorfa je jedan od najboljih primjera.
Figurativna paleolitička umjetnost se odnosi na prikaz čovjeka ili životinje, a nefigurativna na oblike znakova i simbola. 

## Mezolitička umjetnost
U razdoblju srednjeg kamenog doba (mezolitiku) zbile su se tri promjene od izuzetne važnosti za likovnu umjetnost. Prvo, teme pećinskog slikarstva su raznovrsnije i, osim životinjskog svijeta, pojavljuju se i ljudski likovi. Drugo – u oblikovanju se napušta naturalizam i zorno prikazivanje prirode, izbacuju se pojedinosti a likove se pojednostavljuje poput znakova (stilizacija). Ti su likovi često jednobojni, plošni i deformirani (izdužene noge trkača). Istodobno s pojavom organizirane grupe i podjele rada u društvenoj zajednici (goniči životinja i lovci u zasjedi), u pećinskom slikarstvu se javlja i kompozicija.

## Neolitička umjetnost
Prijelaz iz paleolitika u neolit trajao je više tisuća godina, a počeo je na Bliskom Istoku oko 8000. pr. Kr. U ovom razdoblju se po prvi puta javlja graditeljstvo, lončarstvo, te predenje i tkanje. Prve posude su jednostavni i nepravilni glineni vrčevi, a nastambe se grade prema uvjetima tla i dostupnom materijalu (zemunice, bunja (kažun) od kamena, te drvene sojenice i kolibe od pruća).
Tada se javljaju i megalitske kulture u Europi gdje su ljudi gradili ogromna grobna ili sveta mjesta od netesanog uspravnog kamenja (npr. menhiri i dolmeni Carnaca, te kromleh Stonehenge).
U Neolitiku likovna umjetnost doživljava promjenu - napušta se osjetilna neposrednost i realizam paleolitika i razvija se konceptualna umjetnost simbola. Shematizam i pojednostavljivanje odražava opću ljudsku sklonost za isticanjem bitnog. Najbolji primjeri su obredne maske koje su plastični prikazi ljudske ili životinjske glave.

## Umjetnost metalnog doba
Umjetnost metalnog doba je umjetničko razdoblje nakon kamenog doba koje završava pojavom prvih civilizacija s kojima se jedno vrijeme i preklapa. Ona se javlja u doba eneolitika, bakarnog doba, pojavom predmeta od bakra koji dolaze u Europu iz srednjeg i bliskog istoka. To je bilo vrijeme dvaju najvažnijih izuma: kotača i lončarskog kola. Izum kotača donio je brojne blagodati i olakšao čovjeku rad, a izum lončarskog kola doveo je do usavršavanja lončarstva, te je posuđe bivalo sve tanjih i glatkijih zidova. Kad se počelo proizvoditi kovinsko posuđe, nastali su i novi oblici oštrih bridova koji se nisu mogli napraviti od gline. U brončano doba sve je više nakita, osobito kopči ili fibula za kopčanje odjeće spiralnim žičanim ukrasima. Kako je oružje simbol ratovanja, agresije i pljačke, tako su velike fibule, uz praktičnu namjenu i znak bogatstva.
Radi odbrane od napadača naselja se premještaju iz dolina na teže osvojive brežuljke i utvrđuje kamenim suhozidom. Ta utvrđena naselja na brežuljku nazivamo citadelama (gradinama), poput naselja nuraghi na Sardiniji (npr. Su Nuraxi). Ona su bila rasprostranjena diljem Europe i oko njih nastajale su brojne kulture brončanog doba od kojih razlikujemo 5 glavnih: Egejski kulturni krug, Srednje-Europski krug, Nordijski krug, Zapadno-Europski krug i Istočno-Europski krug. Unutar svakog kruga postoji niz manjih lokalnih kultura, pa tako Egejski kulturni krug obuhvaća: Kretsku (Minojsku) kulturu, Cikladsku kulturu, Ciparsku kulturu, Helatsku kulturu i Maloazijsku kulturu.
U brončanom dobu javljaju se i prve civilizacije u Mezopotamiji i Egiptu.
U središnjoj Europi, željezno doba je podijeljeno u dvije faze u kojima dominiraju Kelti: rana željezna halštatska kultura (HaC i D, 800. – 450. pr. Kr.) i kasna željezna latenska kultura (prema mjestu u Švicarskoj, La Tène) koja traje od 450. pr,. Kr. do rimskih osvajanja. Kraj željeznog doba znači i kraj prapovijesti, a na području srednje i zapadne Europe kraj je vezan uz dolazak Rimljana.